# Fosfopantetein
4'-Fosfopantetein je esencijalna prostetska grupa acil prenosnog protein (ACP), peptidil prenosnog proteina (PCP) i aril prenosnog proteina (ArCP). On je takođe prisutan u formiltetrahidrofolat dehidrogenazi.

## Funkcije
Fosfopantetein ispunjava dva zahteva. 
- Intermedijar ostaje kovalentno vezan za sintetazu energijski-bogatom tiol estarskom vezom.
- Fleksibilnost i dužina fosfopanteteinskog lanca (približno 2 ) omogućava kovalentno vezanim intermedijarima da imaju pristup prostorno udaljenim enzimskim aktivnim mestima.

## Literatura
1. ↑   уреди
2. ↑  Evan E. Bolton; Yanli Wang; Paul A. Thiessen; Stephen H. Bryant (2008). „Chapter 12 PubChem: Integrated Platform of Small Molecules and Biological Activities”. Annual Reports in Computational Chemistry. 4: 217—241. doi:10.1016/S1574-1400(08)00012-1.
3. ↑  Elovson J, Vagelos PR (1968). „Acyl carrier protein. X. Acyl carrier protein synthetase”. J. Biol. Chem. 243 (13): 3603—11. PMID 4872726.
4. ↑  Strickland KC, Hoeferlin LA, Oleinik NV, Krupenko NI, Krupenko SA (2010). „Acyl carrier protein-specific 4'-phosphopantetheinyl transferase activates 10-formyltetrahydrofolate dehydrogenase”. J. Biol. Chem. 285 (3): 1627—33. PMC 2804320 . PMID 19933275. doi:10.1074/jbc.M109.080556.